# Didaktika

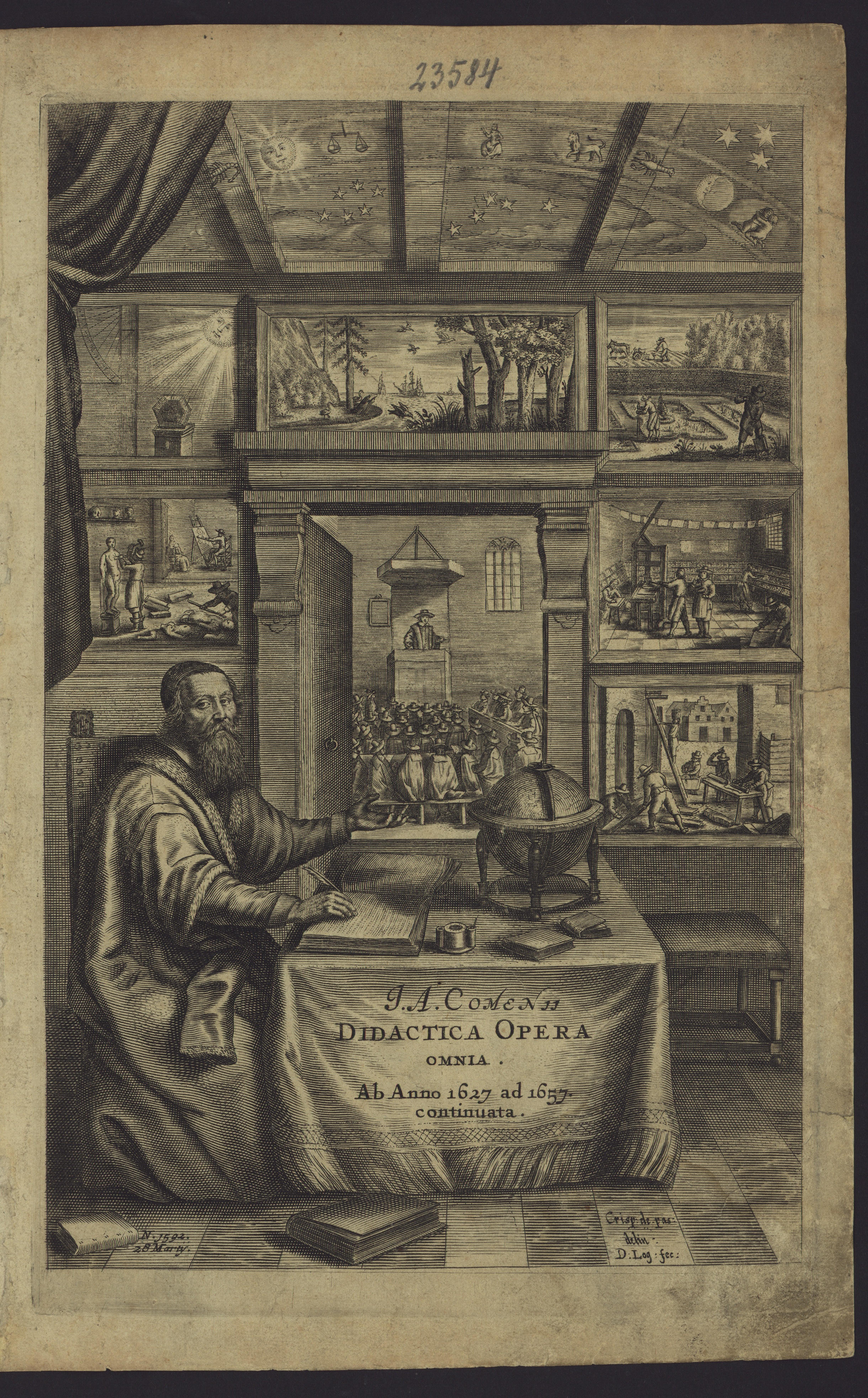
Opera didactica, mědirytinový předtitul sebraných didaktických spisů Jana Ámose Komenského, vydaných v Amsterdamu roku 1657

Didaktika je teorie vzdělávání, která se zabývá formami, postupy a cíli vyučování. Je součástí pedagogiky, zabývající se metodami a formami školního vyučování. Didaktika je pojem odvozený z řeckého slova didasko, které znamená učím nebo vyučuji. Předmět didaktika je nezbytnou součástí studia každého studenta, který má v úmyslu se někdy zabývat učitelským povoláním.

## Součásti didaktiky
Didaktika se zabývá více oblastmi souvisejícími s vyučováním:
1. obsahem a rozsahem vzdělávání (tj. procesu)
2. obsahem a rozsahem vzdělání (tj. výsledkem procesu vzdělávání)
3. metodami, zásadami a formami vyučování
4. interakci mezi učitelem a žákem

## Rozdělení didaktiky
Didaktiku rozdělujeme na obecnou a speciální didaktiku:
1. Obecná didaktika – teorie vyučování, která se zabývá obecnými problémy výuky, to znamená jak probíhá výuka na základní, střední či vysoké škole. Řeší:
  - obsah výuky – co je nutné nebo žádané vyučovat v hodinách
  - determinanty výuky – co ovlivňuje efekty vyučování
  - organizační formy vyučování – jak se bude ve škole organizovat výuka
  - vyučovací metody – jak se má postupovat při výuce
  - materiální didaktické prostředky – jak využívat učební pomůcky a didaktickou techniku
2. Speciální didaktika – čerpá z obecné didaktiky a dále se dělí na:
  - předmětovou didaktiku
  - didaktiku druhů a typů škol

## Vývoj didaktiky
Na vzniku a rozvoji didaktiky se podíleli:
Marcus Fabius Quintilianus (1. století)Mnoho myšlenek o vyučování, ale nepatří mu prvenství v didaktice.
Wolfgang Ratke (1571-1635)Jako první zavedl pojem didaktika.
Jan Amos Komenský (1592-1670)Své názory na vyučování vyjadřuje v dílech „Didactica magna“ (Velká didaktika), Nejnovější metoda jazyků, Orbis pictus, Škola hrou. Prosazoval uplatňování zásady názornosti při výuce.
Jean-Jacques Rousseau (1712-1778)Byl to zastánce svobodné výchovy. Ve svém díle „Emil aneb O výchově“ vyjádřil svoji kritiku tehdejšího způsobu vzdělávání. Jeho názor byl ten, že žáci ve škole pouze poslouchají výklad učitele a jsou jen málo aktivní anebo nejsou aktivní vůbec. Doporučoval, aby dítě do 12 let čerpalo poznatky ze svého okolí a pak aby z nich, respektive na jejich základě, získávalo vědomosti ve škole. Je ale třeba říci, že jeho názor o to, že se má dítě začít systematicky vzdělávat až po 12 roku je nesprávný. U Rousseaua je však cenné to, že upřednostňoval pozornost na dítě, na jeho aktivitu. I když Rousseau nebyl didaktik, tak právě pro zdůrazňování aktivity dítěte ho současná didaktika vnímá jako zástupce tvořivého vyučování. Dnešní škola preferuje samostatnost, tvořivost, iniciativu, využívání poznatků získaných v prostředí mimo školu apod. Tedy vše to, co zdůrazňoval i Rousseau.
Johann Heinrich Pestalozzi (1746-1827)Významný přínos do didaktiky, jeho metodika pro základní vyučování byla na tehdejší dobu vynikající, jeho úsilím bylo dát učitelem do rukou „metodu“ jak mají učit.
Johann Friedrich Herbart (1776-1841)Je považován za zakladatele pedagogiky, jeho přínos pro didaktiku = jasnost, asociace, systém, metoda. Herbart, obrazně řečeno, dal učitelům návod jako postupovat ve vyučování. Jeho návod se uplatnil, dokonce se uplatňuje i dnes. Ale dnešní vyučování nechce být dirigováno podle jistých schémat a návodů, proto také současná didaktika odmítá herbartovský model vyučování. Jestliže někdo řekne, že dnešní škola je „herbartovská“, vyjadřuje tím jistý pohled na vyučování, v kterém učitel pracuje se žáky schematicky, tedy podle připraveného modelu vyučovací hodiny připraveného učitelem. Problém je v tom, že dnešní žáci mají rozhled, pracují s informačními médii apod., a proto potřebují, aby vyučování bylo tvořivé. To herbartovský model, tedy vyučování podle schématu (stupňů), nezabezpečuje. Dnes jsou využívány spíše jiné pojetí vyučování jako je: badatelsky orientované vyučování, problémové vyučování, skupinové vyučování, týmové vyučování, kooperativní vyučování a další. Jejich hlavní podstatou je to, že aktivizují žáky. Žáci nezískávají informace pouze od učitele pasivním posloucháním, ale jsou vedeni k činnostem a vzájemné spolupráci. Žáci jsou tedy nejenom „objektem“, ale současně i „subjektem“ vyučování (výuky).
I čeští a slovenští pedagogové významně přispěli k rozvoji didaktiky. Jsou to hlavně:
- Samuel Tešedík
- Otokar Chlup
- Václav Příhoda
- František Josef Čečetka
- O. Palík
- Jarmila Skalková
- Emil Stračár
- Vladimír Václavík
- Ján Velikanič
- Ladislav Mihálik
- Tomáš Janík

## Reforma
Koncem 19. a začátku 20. století vznikl rozpor mezi požadavky společnosti a výsledky práce školy. Nastala kritika školy a vyučování. Začaly se hledat nové formy a metody vyučování. Cílem bylo reformovat školu a vyučování. V této době vzniklo tzv. hnutí nové výchovy, činná škola, pracovní škola. Mezi představitele tohoto hnutí patří:
- John Dewey
- Maria Montessori
- Ovide Decroly
- Peter Petersen
- Rudolf Steiner
- Ellen Key

## Modernizace didaktiky

### Činitele podmiňující inovaci
- růst vědecko-technických poznatků
- kurikulární hnutí
- soustředění se na proces výuky
- potřeba překonání encyklopedizmu, který se soustřeďuje především na množství učiva
- pomalá inovace a novátorství
- přechod od didaktiky paměti k didaktice tvořivosti, tvořivého učení
- nerespektování individuálních a sociálních podmínek

### Inovativní metody
Moderní, progresivní, netradiční, inovační vzdělávání lze dosáhnout mnoha způsoby:
- výběr cílů vzdělávání
- formulování cílů vzdělávání
- formulování cílů vyučování a učení se žáků
- inovace didaktických zásad
- eliminace transmisivních vyučovacích metod
- aktivizující metody
- všestranný rozvoj osobnosti (TTT – talent, tempo, temperament)

Příklady méně tradičních metod vzdělávání jsou například Otevřené vyučování, Zážitková pedagogika či Projektové učení.